# Double Dragon Gaiden: Rise of the Dragons
Double Dragon Gaiden: Rise of the Dragons est un jeu vidéo beat them all, développé par Secret Base et publié par Modus Game, sorti le 27 juillet 2023 sur Windows, PlayStation 4, PlayStation 5, Xbox One, Xbox Series et Nintendo Switch. Il fait partie de la franchise Double Dragon, dont les droits de la licence sont détenus par Arc System Works.